# Hronika najavljene smrti
Hronika najavljene smrti (šp. Crónica de una muerte anunciada) je delo kolumbijskog pisca Gabrijela Garsija Markesa koji je objavljen 1981. godine. Bila je na listi najboljih sto romana 20. veka. Smatra se da je povezana sa njegovim ranijim delom Pukovniku nema ko da piše.